# Saco biodegradável
Sacos biodegradáveis (ou sacolas) são sacos feitos com materiais que são capazes de se decompor sob determinadas condições de luminosidade, humidade, temperatura e oxigénio. Os sacos biodegradáveis foram criados com o intuito de reduzir os problemas ambientais gerados pelos sacos comuns, que demoram cerca de 100 anos para se decompor, sendo vistos como uma alternativa sustentável para transportar objetos e alimentos já que se decompõem em cerca de 18 meses. Muitas lojas e empresas estão a começar a usar diferentes tipos de sacos biodegradáveis devido aos benefícios ambientais percecionados pelos consumidores.

## Materiais
Os sacos biodegradáveis são sobretudo fabricados com poliéster biodegradável feito a partir de resinas de amido (do milho, mandioca ou batata), como o ácido poliláctico (PLA). Sacos de plástico biodegradável necessitam de mais plástico por saco do que os normais, porque o material não é tão forte. Muitos sacos biodegradáveis são também feitos de papel, materiais orgânicos ou policaprolactona (PCL).

## Degradação
Pode ser de duas formas:
- anaeróbica: Se degrada com a ausência do oxigênio e gera produtos secundários como o metano, além de fibras de celulose e lignina.
- aeróbica: Se degrada com oxigênio, produz compostos e dióxido de carbono.

## Controvérsias
Alguns cientistas descartaram a possibilidade de os sacos biodegradáveis substituírem os sacos de plástico. Além disso, os materiais plásticos não podem ser depositadas na natureza, em aterros ou lixões abertos.

## Leis
Em abril de 2011 entrou no Brasil em vigor a primeira lei pregando o uso de sacos biodegradáveis. A cidade de Belo Horizonte passou a lei n°9.529/08 determinando o uso de sacolas ecológicas, como o biodegradável, que causa menos impacto sobre o meio ambiente, embora sejam mais caras, ao invés das sacos convencionais que geram mais problemas ambientais e são mais baratas. A lei vale para padarias, farmácias, mercados e lojas. Porém em 2015 a lei entrou em conflito com um decreto estadual de Minas Gerais (Lei estadual 21.412, de 11 de julho de 2014) onde a venda obrigatória de sacolas biodegradáveis seria proibida em municípios onde a parcela de lixo orgânico não é completamente absorvida pela coleta seletiva ou usinas de compostagem – caso de BH, onde pouco mais de 15% da coleta é seletiva e não há usinas capazes de tratar o lixo doméstico e industrial orgânico.
Outra lei brasileira que proíbe o uso de sacos plásticos e assim, incentiva a utilização de sacos biodegradáveis, foi estipulada no Paraná. O governador Beto Richa (PSDB), vetou o projeto desta lei, com a autoria do deputado Caíto Quintana (PMDB). Apesar da avaliação de Richa alegar que esse projeto era contrário ao interesse público, já que ocasionaria um aumento de preços para o consumidor, o projeto foi aprovado em 2011 pela Assembleia Legislativa, também sendo publicada no Diário Oficial.
Desde 2018 está em tramitação no Senado Federal do Brasil o PLS 263/2018 que visa proibir a produção, comercialização e distribuição de plásticos petroquímicos de uso único em favor da adoção pela indústria e comércio de alternativas biodegradáveis em todo território nacional. O projeto já foi aprovado pelas comissões de Direitos Humanos e Legislação Participativa e Comissão de Meio Ambiente do Senador Federal e agora aguarda relatório final na Comissão de Assuntos Econômicos.

## Reprovação em teste
Um estudo realizado em 2011 pelo Laboratório de Ciência e Tecnologia de Polímeros do Departamento De Engenharia Química da Universidade Federal de Minas Gerais (UFMG) indicou que sacos biodegradáveis e compostáveis possuem o mesmo percentual de polietileno-polímero usado  na produção dos sacos plásticos tradicionais, além de não apresentarem amido em sua composição, substância obrigatória.